# Fulerenos inferiores

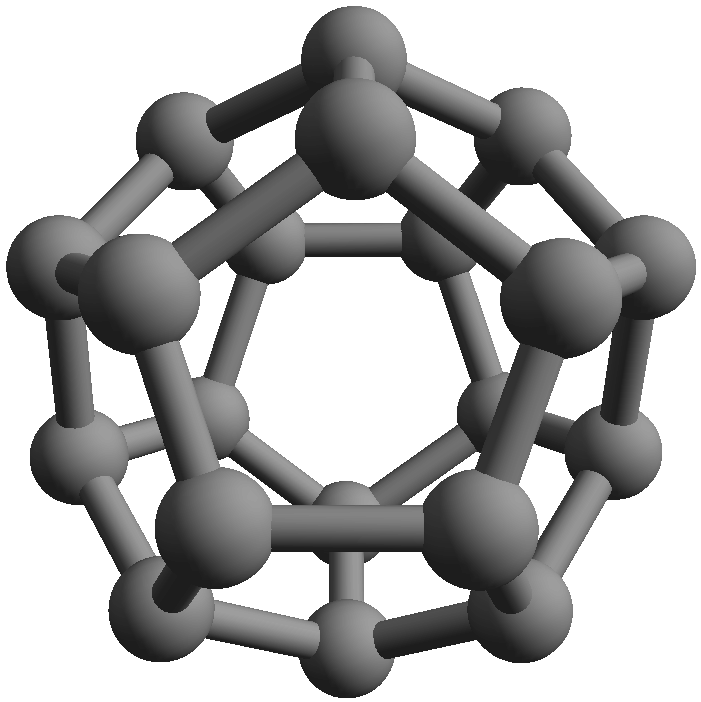
O fulereno C_{20} icosaédrico.

Fulerenos inferiores são moléculas fulerênicas consistindo de menos de 60 átomos de carbono. Eles são estruturas em formato de gaiolas de aneis fundidos feitas de hexágonos e pentágonos com um átomo de carbono nos vértices de cada polígono e uma ligação ao longo de cada lado.

## Propriedades
Qualquer fulerenos com hexágonos, pentágonos e nenhum outro polígono tem doze pentágonos exatamente. Estes fulerenos obedecem a regra a = 2(n + 10), na qual n é o número de hexágonos e a é o número de átomos de carbono.